# ألان مكدونالد
ألان مكدونالد (بالإنجليزية: Alan McDonald)‏ (12 أكتوبر 1963 ببلفاست في المملكة المتحدة - 23 يونيو 2012 في المملكة المتحدة) هو مدرب كرة قدم ولاعب كرة قدم أيرلندي شمالي في مركز الدفاع، شارك في كأس العالم 1986. وشارك مع منتخب أيرلندا الشمالية لكرة القدم. أما مع النوادي، فقد لعب مع تشارلتون أثلتيك وسويندون تاون وكوينز بارك رينجرز.

## مسيرته الكروية
لعب ألان مكدونالد خلال مسيرته الاحترافية مع 3 أندية في ستة عشر موسمًا وسجل خلالها 14 هدفًا ضمن 444 مباراة. ولم يفز بأي موسم بالكأس أو بالدوري.
خاض ألان مكدونالد مسيرته مع نادي تشارلتون أثلتيك في موسم 1982–83 لمدة موسم واحد، مشاركًا في 9 مباريات ولم يسجل أي هدف. ثم انتقل إلى نادي كوينز بارك رينجرز في موسم 1983–84 ليلعب معه أربعة عشر موسمًا، حيث شارك في 402 مباراة سجل خلالها 13 هدفًا. لينتقل بعدها إلى نادي سويندون تاون في موسم 1997–98 لمدة موسم واحد، مشاركًا في 33 مباراة سجل خلالها هدفًا واحدًا.

## وصلات خارجية
- ألان مكدونالد على موقع الاتحاد الدولي (مؤرشف)  (الإنجليزية)
- ألان مكدونالد على موقع الاتحاد الأوربي (الإنجليزية)
- ألان مكدونالد على موقع قاعدة بيانات كرة القدم.إي يو (الإنجليزية)
- ألان مكدونالد على موقع ناشيونال فوتبول تيمز (الإنجليزية)
- ألان مكدونالد على موقع Soccerbase.com (لاعب) (الإنجليزية)
- ألان مكدونالد على موقع عالم كرة القدم.نت (الإنجليزية)